# Macif (trimaran)
Actual Ultim 3 depuis 2020
Pour les articles homonymes, voir Macif (homonymie).
Macif est un maxi-trimaran construit à Lorient et lancé en 2015. Conçu par le cabinet français d'architecture navale VPLP, avec le soutien de GSea Design pour tout ce qui concerne le calcul de la structure, il est consacré à la course au large et la chasse aux records. À son bord, son skipper François Gabart remporte la Transat Jacques-Vabre 2015, en double avec Pascal Bidégorry, puis la Transat anglaise 2016 et établit un nouveau record du monde en solitaire en 2017. Depuis 2020 il a pour nouveau nom de course Actual Ultim 3.

## Conception et caractéristiques
Sur les conseils de Thomas Coville, François Gabart quitte le circuit IMOCA (monocoque) sur lequel il a remporté le Vendée Globe 2012-2013 et la Route du Rhum 2014 dans sa catégorie, pour se consacrer aux grands records à la voile avec la réalisation d'un maxi-trimaran de 100 pieds. Soutenu par la Macif, une société d'assurance mutuelle, qui consacre 25 millions d'euros sur cinq ans au projet, Gabart se tourne vers le cabinet d'architectes Van Peteghem Lauriot-Prévost, référence en matière de course au large, avec le soutien de GSea Design pour tout ce qui concerne le calcul de la structure.
Le trimaran Macif est inspiré des deux précédents maxi de VPLP, Maxi Banque Populaire V (devenu Sails of Change) et surtout Groupama 3 (devenu Idec Sport). L'accent a été mis sur la légèreté pour pouvoir être mené au maximum de ses capacités par un solitaire. Pour gagner en poids, les coques sont plus fines que celles de Groupama 3 et la coque centrale est vide : la cellule de vie est entièrement installée dans un cockpit couvert où sont ramenées toutes les manœuvres. Les flotteurs sont équipés de foils en forme de « L » qui permettent de sustenter le trimaran dans certaines conditions de mer et de vent.

## Historique
Macif est lancé à Lorient le 18 août 2015, après 18 mois de construction. Faute de temps avant le départ de la Transat Jacques-Vabre 2015, le voilier quitte Le Havre le 25 octobre avec un seul foil, à tribord. François Gabart embarque comme co-skipper Pascal Bidégorry, fort de son expérience sur maxi-trimaran (skipper du Maxi Banque Populaire V de 2008 à 2011) et de la stratégie à bord de Dongfeng lors de la Volvo Ocean Race 2014-2015. Après avoir pris la tête au niveau du Cap-Vert, le duo arrive en vainqueurs à Itajaí, au Brésil, le 7 novembre, après 12 jours, 17 heures et 29 minutes.
En 2016, François Gabart part favori de la Transat anglaise, qu'il remporte après un long duel avec Thomas Coville sur Sodebo Ultim'.
En novembre 2018, il termine second de la route du Rhum après avoir mené presque tout le long de la course mais rattrapé dans les derniers milles par Francis Joyon sur Idec Sport (ex Groupama 3), lors du contournement de la Guadeloupe et handicapé par la perte d'un safran et un foil cassé.  
En novembre 2019, il participe à Brest Atlantiques,.
En août 2020, le trimaran est racheté par Actual Leader. Le bateau est basé à La Trinité-sur-Mer et skippé par Yves Le Blevec.

## Palmarès

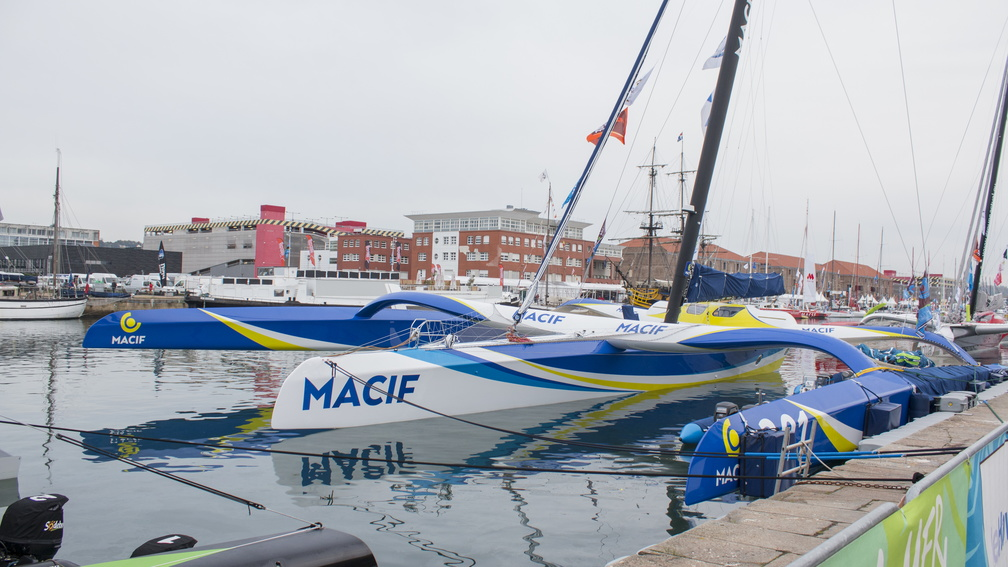
Macif à quai dans le bassin Paul Vatine du Havre avant départ Transat Jacques Vabre 2015.

- 2015 : vainqueur de la Transat Jacques-Vabre, en double avec Pascal Bidégorry, en 12 jours, 17 heures, 29 minutes et 27 secondes
- 2016 : vainqueur de la Transat anglaise, en 8 jours, 8 heures, 54 minutes 39 secondes
- 2017 :
  - record du tour du monde en solitaire en 42 jours, 16 heures, 40 minutes 35 secondes
  - vainqueur de The Bridge, en équipage, en 8 jours, 0 heure, 31 minutes et 20 secondes
  - vainqueur de l'Armen Race USHIP en équipage
- 2021 : 4e de la Transat Jacques-Vabre sur cinq Ultimes, co-skippé par Yves Le Blevec et Anthony Marchand
- 2022 : 5e de la Route du Rhum skippé par Yves Le Blevec
- 2023 : 5e de la Transat Jacques-Vabre sur cinq Ultimes, co-skippé par Anthony Marchand et Thierry Chabagny
- 2024 : 4e de l'Arkéa Ultim Challenge sur six Ultimes, skippé par Anthony Marchand